# 市川市立八幡小学校
市川市立八幡小学校（いちかわしりつ やわたしょうがっこう）は、千葉県市川市八幡三丁目にある公立小学校。

## 概要
市川市が運営する公立小学校で1年生から6年生まで約650人ほどが通っている学校。
2023年に創立150周年と千葉県ができる前からあった歴史ある学校。
生徒は明るくたくましく今後の千葉県を担うのにふさわしい子たち。

## 沿革
明治6年(1873年)開校。今年（2022年）に創立150年目を迎える。
千葉県が誕生する1年前に作られた学校である。

## 交通
- 京成電鉄京成本線京成八幡駅より約250m
- JR総武本線・都営地下鉄新宿線本八幡駅より約480m

## 出身者
- 安藤優子（キャスター）
- 松丸伸一郎（裁判官、弁護士）
- 城和隼颯（サッカー選手）
- サエキけんぞう（ミュージシャン）